# Arkys alatus
Espèce
Arkys alatus est une espèce d'araignées aranéomorphes de la famille des Arkyidae.

## Distribution
Cette espèce est endémique d'Australie. Elle se rencontre en Nouvelle-Galles du Sud et au Queensland.

## Description
La carapace du mâle décrit par Heimer en 1984 mesure 3,9 mm de long sur 3,4 mm et l'abdomen 4,3 mm de long sur 5,0 mm.

## Publication originale
- Keyserling, 1890 : Die Arachniden Australiens. Nürnberg, vol. 2, p. 233-274 (texte intégral).